# Innocent Prey
Pour plus de détails, voir Fiche technique et Distribution.
Innocent Prey est un film d'horreur australien réalisé par Colin Eggleston, sorti en 1989.

## Fiche technique
- Titre français : Innocent Prey
- Réalisation : Colin Eggleston
- Scénario : Colin Eggleston, Ron McLean
- Photographie : Vincent Monton
- Musique : Brian May
- Montage : Pippa Anderson
- Pays de production :  Australie
- Genre : Film d'horreur, thriller
- Durée : 77 minutes
- Date de sortie : 1989

## Distribution
- P.J. Soles : Cathy Wills
- Kit Taylor : Joe
- Grigor Taylor : Rick
- Martin Balsam : Sheriff Virgil Baker
- John Warnock : Phillip
- Susan Stenmark : Gwen
- Richard Morgan : Ted
- Deborah Voorhees : Hooker
- Karen Radcliffe : Casey
- Bill Thurman : Jim Gardner
- Joe Berryman : Billy Joe
- Harlan Jordan : Riley
- Tyrees Allen : Fletcher